# Akribosoma cylindrica
Akribosoma cylindrica är en mångfotingart som beskrevs av Carl 1935. Akribosoma cylindricum ingår i släktet Akribosoma och familjen orangeridubbelfotingar. Inga underarter finns listade i Catalogue of Life.